# Francisco Orozco Lomelín
Francisco Orozco Lomelín (* 4. Juli 1917 in Lagos de Moreno, Jalisco; † 17. Oktober 1990) war ein mexikanischer römisch-katholischer Geistlicher und Weihbischof in Mexiko-Stadt.

## Leben
Francisco Orozco Lomelín empfing am 27. Oktober 1940 das Sakrament der Priesterweihe.
Am 19. März 1952 ernannte ihn Papst Pius XII. zum Titularbischof von Vita und bestellte ihn zum Weihbischof in Mexiko-Stadt. Der Erzbischof von Mexiko-Stadt, Luis María Martínez y Rodríguez, spendete ihm am 20. Juni desselben Jahres die Bischofsweihe; Mitkonsekratoren waren der Bischof von Zamora, José Gabriel Anaya y Diez de Bonilla, und der Bischof von Cuernavaca, Sergio Méndez Arceo.